# Astro Bot Rescue Mission
 (novembre 2020).
Si vous disposez d'ouvrages ou d'articles de référence ou si vous connaissez des sites web de qualité traitant du thème abordé ici, merci de compléter l'article en donnant les références utiles à sa vérifiabilité et en les liant à la section « Notes et références ».
Astro Bot Rescue Mission est un jeu vidéo de plate-forme développé par la Team Asobi de SIE Japan Studio et publié par Sony Interactive Entertainment pour le casque PlayStation VR de la PlayStation 4  en 2018. Il met en vedette un casting de robots introduits dans le jeu en réalité virtuelle The PlayRoom, où ils sont apparus comme des robots vivant à l'intérieur du contrôleur DualShock 4.
Le joueur fait équipe avec le capitaine Astro et se lance dans une quête pour sauver son équipage perdu dispersé dans 5 mondes et 20 niveaux. Au total, il y a 212 robots à sauver. Dans un espace de réalité virtuelle, le joueur doit bouger son corps pour se pencher et voir au-delà des obstacles ou des parties du décor. Le contrôleur DualShock 4 est utilisé pour contrôler Astro, mais existe dans l'espace VR en tant que gadget virtuel pour aider Astro sur son chemin. Le jeu compte 20 étapes, 6 boss, 26 défis et une salle de collecte à bord du vaisseau d'Astro.

## Développement
Le jeu a été développé par l'équipe Asobi de SIE Japan Studio. En raison d'une demande populaire et des commentaires de fans du mini-jeu appelé Robot Rescue dans The PlayRoom, SIE Japan Studio a décidé de créer un jeu complet basé sur le mini-jeu. 
Astro Bot Rescue Mission a été développé en 18 mois par une équipe de 25 personnes. La musique a été composée par Kenneth C M Young.